# Max Keilson
Max Keilson (* 7. September 1900 in Halle (Saale); † 9. November 1953 in Berlin) war ein deutscher Grafiker und Journalist. Während der Weimarer Republik verantwortete er die Plakat-Propaganda der KPD. In der Sowjetischen Besatzungszone war er einer der führenden Journalisten.

Umschlag zur Broschüre Massenstreik (1930)

Max Gebhard / Keilson: Her zu uns. Antifaschistische Aktion, Plakatausschnitt (1932)

## Leben

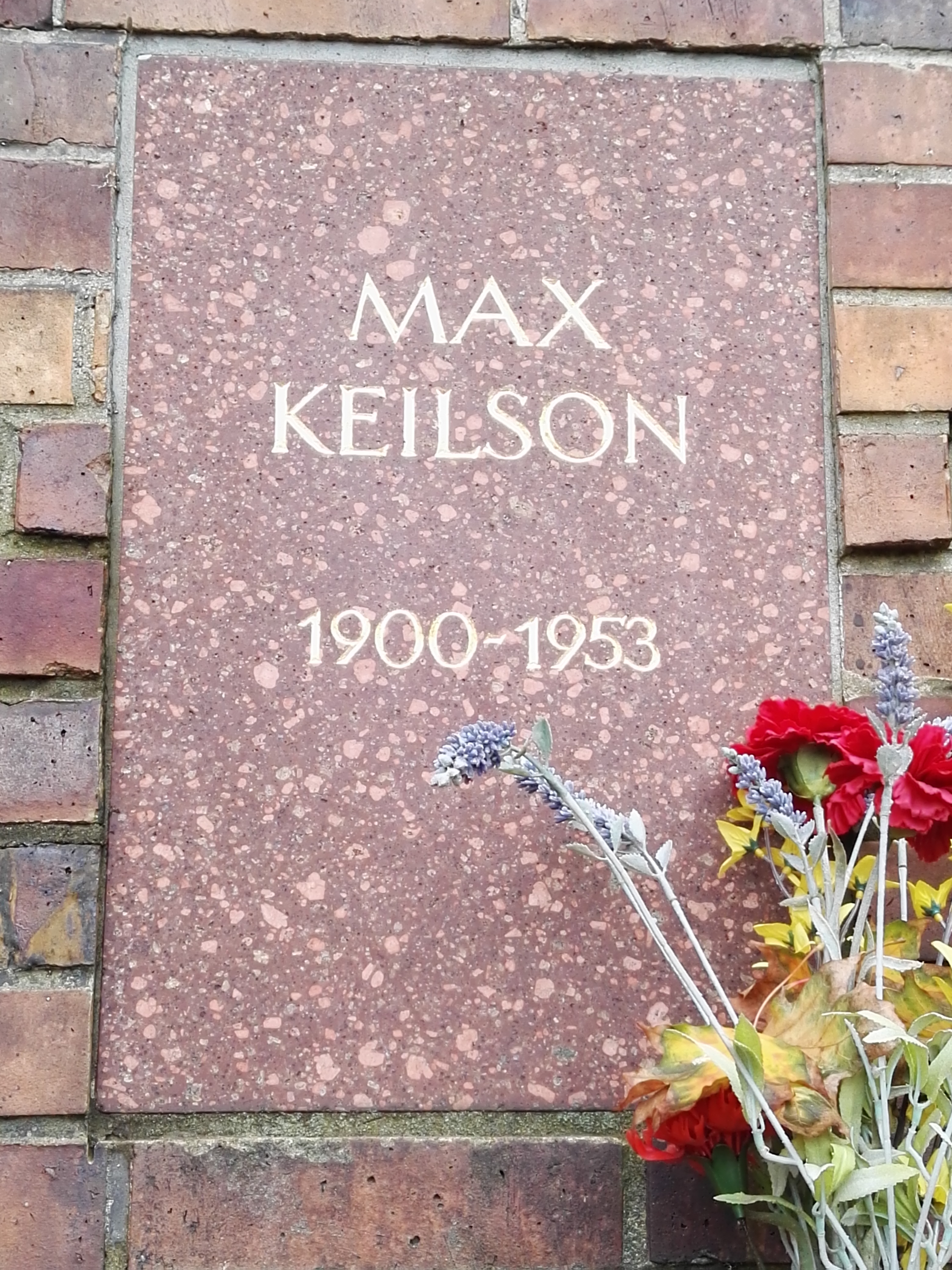
Grabstätte

Keilson absolvierte zunächst eine Lehre als Dekorationsmaler und studierte dann an der Städtischen und Staatlichen Kunstgewerbeschule in Berlin. 1924 wurde er freischaffender Grafiker und Schriftsteller. Seit 1919 gehörte er der USPD und seit 1920 der KPD an. 1926 übernahm er die Leitung des „Zentralen Ateliers für Bildproganda“ der KPD in Berlin, in dem u. a. Alfred Beier - Red, John Heartfield, Sándor Ék und Heinz Tichauer arbeiteten.
1928 gehört er zu den Begründern der Assoziation revolutionärer bildender Künstler und wurde deren Geschäftsführer. Außerdem lehrte er an der „Marxistische Arbeiterschule“ (MASCH). Er entwarf politische Plakate, u. a. 1932 für die „Antifaschistische Aktion“ und 1932 Wahlplakate für die KPD.
Nach der nationalsozialistischen „Machtergreifung“ wurde Keilson zunächst verhaftet. Das Berliner Adressbuch verzeichnet ihn letztmalig 1933 in der Davoser Straße 68. Er emigrierte zunächst nach Prag und Paris und später nach Moskau. Während des Zweiten Weltkriegs war er Rundfunkredakteur beim Sender „Freies Deutschland“ des Nationalkomitees Freies Deutschland. Für den von der Komintern betriebenen Tarnsender Sender der SA-Fronde, der so tat, als würde er enttäuschten Nazis aus den Reihen der 1934 ausgeschalteten SA eine Stimme gegen SS und Wehrmacht geben, stellte er den SA-Mann Max Schröder dar, der zusammen mit Fritz Erpenbeck, in dessen Rolle als SA-Mann Hans Weber, schwarze Propagandasendungen in deutscher Sprache nach Vorbild des britischen Tarnsenders Gustav Siegfried 1 nach Deutschland verbreitete. Im Juni 1945 kehrte er nach Berlin zurück. 1946 organisierte er im Admiralspalast Berlin u. a. mit Adolf Jannasch eine Ausstellung Max Pechsteins. Im selben Jahr wurde er Chefredakteur der SED-Zeitung „Vorwärts“, 1. Vorsitzender des Verbandes Deutscher Presse in Berlin und Herausgeber der Verbandszeitschrift des Verbands „Neue Deutsche Presse“.
1949 wurde Keilson Leiter der Presseabteilung des Außenministeriums der DDR. Seit 1950 leitete er die „Abteilung UdSSR“ im Ministerium für Auswärtige Angelegenheiten der DDR. Keilson wurde am 16. Januar 1953 im Zusammenhang mit der politischen Affäre des DDR-Außenministers Georg Dertinger verhaftet und starb in der Haft.
Keilson war seit 1927 mit Grete Schnate verheiratet. Seine Urne wurde in der Gedenkstätte der Sozialisten auf dem Zentralfriedhof Friedrichsfelde in Berlin-Lichtenberg beigesetzt.

## Ausstellungen (mutmaßlich unvollständig)
- 1931: Berlin („Photomontage“)
- 1932: Berlin (Einzelausstellung Buchgrafik und Fotomontage)

### Postum
- 1978/1979: Berlin, Altes Museum („Revolution und Realismus. Revolutionäre Kunst in Deutschland 1917 bis 1933“)
- 1985: Berlin, Otto-Nagel-Haus („Wählt links! Das politische Plakat in Deutschland 1918 – 1933“)
- 1988: Berlin, Museum für Deutsche Geschichte („Künstler im Klassenkampf“)